# Johannes-Passion (Schütz)
De Johannes-Passion (SWV 481), volledige titel: 'Historia des Leidens und Sterbens unseres Herrn und Heilands Jesu Christi nach dem Evangelisten St. Johannes', is een geestelijk koorwerk gecomponeerd door Heinrich Schütz. Een vroege versie, die rond 1665 is ontstaan, is in de Schütz-Werke-Verzeichnis voorzien van het nummer 481a. De tegenwoordig algemeen gebruikelijke eindversie stamt uit het jaar 1666, toen Schütz ook een Matteüspassie componeerde.
De bezetting is louter vocaal en verschilt daarmee ten opzichte van de bekendere passies van Bach. Er is evenwel een bewerking van Arnold Mendelssohn met orgel- of pianobegleiding.